# Higašijamato
Higašijamato (japonsky 東大和市) je město v prefektuře Tokio v Japonsku. K roku 2019 v něm žilo přes čtyřiaosmdesát tisíc obyvatel.

## Poloha a doprava
Higašijamato leží západně od Tokia a severně od Hačiódži. Vede přes něj železniční trať z Tošimy do Hannó.

## Dějiny
Obec Jamato vznikla v roce 1919 sloučením několika vesnic. V roce 1954 dostala status městečka (mači) a v roce 1970 došlo k změně statusu na velké město (ši).

### Rodáci
- Nobujuki Abe (* 1984), fotbalista
- Kóičiró Morita (* 1984), fotbalista
- Akihiro Hajaši (* 1987), fotbalista
- Júja Jagira (* 1990), herec